# Belchior Joaquim da Silva Neto
Belchior Joaquim da Silva Neto CM (* 7. November 1918 in Araújos, Minas Gerais, Brasilien; † 24. Mai 2000) war Bischof von Luz.

## Leben
Belchior Joaquim da Silva Neto trat der Ordensgemeinschaft der Lazaristen bei und empfing am 8. Dezember 1945 das Sakrament der Priesterweihe.
Am 13. Februar 1960 ernannte ihn Papst Johannes XXIII. zum Titularbischof von Cremna und zum Koadjutorbischof von Luz. Der Koadjutorerzbischof von Belo Horizonte, João Resende Costa SDB, spendete ihm am 24. April desselben Jahres die Bischofsweihe; Mitkonsekratoren waren der Bischof von Assis, José Lázaro Neves CM, und der emeritierte Bischof von Caratinga, João Batista Cavati CM.
Am 9. Juli 1967 wurde Belchior Joaquim da Silva Neto in Nachfolge des verstorbenen Manoel Nunes Coelho Bischof von Luz. Papst Johannes Paul II. nahm am 18. Mai 1994 das von Belchior Joaquim da Silva Neto aus Altersgründen vorgebrachte Rücktrittsgesuch an.
Belchior Joaquim da Silva Neto nahm an allen vier Sitzungsperioden des Zweiten Vatikanischen Konzils teil.